# 라우타로 마르티네스
라우타로 하비에르 마르티네스(스페인어: Lautaro Javier Martínez, 1997년 8월 22일~)는 아르헨티나의 축구 선수로 현재 이탈리아 세리에 A의 인테르나치오날레에서 공격수로 뛰고 있다.

## 선수 경력

### 클럽
2015년 아르헨티나 프리메라 디비시온의 라싱 클루브에서 데뷔하여 2017-18 시즌까지 60경기 27골의 폭발적인 득점력으로 2015 시즌 리그 4위, 2016-17 시즌 리그 4위에 공헌한 뒤 2018년 7월 4일 5년의 계약기간과 약 308억원의 이적료로 이탈리아 세리에 A의 명문 구단인 인테르 밀란으로 둥지를 틀었다.
인테르로 이적 후 세리에 A 2018-19 4위, 세리에 A 2019-20 준우승, 2019-20년 UEFA 유로파리그 준우승, 세리에 A 2020-21 우승 등에 기여했으며 현재까지 인테르 밀란 소속으로 132경기 49골을 기록하고 있다.

### 국가대표팀
2016년부터 2017년까지 아르헨티나 U-20 대표팀 소속으로 11경기 7골을 기록하며 2017년 CONMEBOL U-20 축구 선수권 대회 4위 및 2017년 FIFA U-20 월드컵 본선 진출에 이바지한 마르티네스는 이듬해인 2018년 3월 12일 이탈리아와 스페인과의 친선 경기를 앞두고 아르헨티나 성인대표팀에 전격 합류하였고 그로부터 보름 후에 열린 스페인과의 친선 경기에서 곤살로 이과인과의 교체 투입을 통해 국제 A매치 데뷔전을 치렀다.
이후 이라크와의 평가전에서 A매치 데뷔골을 신고하며 4-0 완승에 기여했고 이듬해에 열린 2019년 코파 아메리카에 출전하여 2019년 AFC 아시안컵 챔피언 카타르를 상대로 조별리그에서 득점을 기록하며 2-0 승리를 도왔으나 팀은 4강에서 브라질에 패하며 3위로 대회를 마감했다.
그 뒤 2021년 코파 아메리카에서 7경기 3골을 터뜨리는 눈부신 활약으로 아르헨티나의 28년만의 메이저 대회 우승이자 2008년 하계 올림픽 금메달 이후 13년만의 국제 대회 우승에 공헌했으며 현재까지 A매치 통산 29경기 14골을 기록 중이다.
그러나 2022년 FIFA 월드컵 조별리그 1차전 사우디아라비아전에서 극도로 부진한 탓에 선발 멤버에서 벤치 멤버로 강등당했으며 그 대신 선발 멤버가 된 훌리안 알바레스가 크로아티아와의 4강전에서 2골을 넣는 등 엄청난 대활약을 했다. 다만 팀은 월드컵에서 우승해서 부진함이 크게 부각되진 않았다.
2024년 코파 아메리카에서 7경기 5골을 터뜨리는 눈부신 활약으로 아르헨티나에게 또 한번 우승을 안겨줬으며 이 대회 득점왕에 올랐다.
2026년 FIFA 월드컵 남미 지역 예선에서는 리오넬 메시가 2024년 코파 아메리카에서의 부상 여파로 엔트리에 오르지 못하자 지역예선 7차전 칠레와의 경기에서 그 동안 주전 경쟁을 하며 교대로 출전하던 훌리안 알바레스와 같이 뛰었는데 생각보다 손발이 매우 잘 맞았으며 그 경기를 3-0으로 승리했다.

## 출전 통계
| 클럽        | 시즌    | 리그 | 리그 | 컵   | 컵   | 대륙 | 대륙 | 기타 | 기타 | 합계 | 합계 |
| 클럽        | 시즌    | 출전 | 득점 | 출전 | 득점 | 출전 | 득점 | 출전 | 득점 | 출전 | 득점 |
| ----------- | ------- | ---- | ---- | ---- | ---- | ---- | ---- | ---- | ---- | ---- | ---- |
| 라싱 클루브 | 2015-16 | 4    | 0    | 1    | 0    |      |      |      |      | 5    | 0    |
| 라싱 클루브 | 2016-17 | 23   | 9    |      |      | 5    | 0    |      |      | 28   | 9    |
| 라싱 클루브 | 2017-18 | 21   | 13   |      |      | 6    | 5    |      |      | 27   | 18   |
| 라싱 클루브 | 합계    | 48   | 22   | 1    | 0    | 11   | 5    |      |      | 60   | 27   |
| 인테르      | 2018-19 | 27   | 6    | 2    | 2    | 6    | 1    |      |      | 35   | 9    |
| 인테르      | 2019-20 | 35   | 14   | 3    | 0    | 11   | 7    |      |      | 49   | 21   |
| 인테르      | 2020-21 | 38   | 17   | 4    | 1    | 6    | 1    |      |      | 48   | 19   |
| 인테르      | 2021-22 | 35   | 21   | 5    | 2    | 8    | 1    | 1    | 1    | 49   | 25   |
| 인테르      | 2022-23 | 38   | 21   | 5    | 3    | 13   | 3    | 1    | 1    | 57   | 28   |
| 인테르      | 2023-24 | 33   | 24   | 1    | 0    | 8    | 2    | 2    | 1    | 44   | 27   |
| 인테르      | 2024-25 | 29   | 12   | 1    | 0    | 11   | 8    | 2    | 1    | 43   | 21   |
| 인테르      | 합계    | 235  | 115  | 21   | 8    | 63   | 23   | 6    | 4    | 325  | 150  |

## 수상

#### 인테르나치오날레
- 세리에 A : 2020-21, 2023-24
- 코파 이탈리아 : 2021-22, 2022-23
- 수페르코파 이탈리아나 : 2021, 2022, 2023
- UEFA 유로파리그 준우승 : 2019-20
- UEFA 챔피언스리그 준우승 : 2022-23

#### 아르헨티나
- 코파 아메리카 : 2021, 2024
- FIFA 월드컵 : 2022

### 개인
- U-20 남아메리카 챔피언십 득점왕 : 2017
- 프리메라 디비시온 올해의 발전상 : 2017-18
- 프리메라 디비시온 올해의 팀 : 2017-18
- UEFA 유로파리그 시즌의 스쿼드 : 2019-20
- 세리에 A MVP[1] : 2023-24
- 세리에 A 득점왕 : 2023-24
- 세리에 A 올해의 선수 : 2024
- 세리에 A 올해의 팀 : 2023-24
- 세리에 A 시즌의 팀[1] : 2023-24
- 세리에 A 이 달의 선수 : 2023년 10월
- 코파 아메리카 득점왕 : 2024
- 코파 아메리카 토너먼트의 팀 : 2024
- ESM 시즌의 팀 : 2023-24
- 가제타 올해의 퍼포먼스 : 2023
- 골든풋 : 2024